# Simon Church
Simon Richard Church (ur. 10 grudnia 1988 w High Wycombe) – walijski piłkarz występujący na pozycji napastnika w Rodzie JC.

## Kariera klubowa
Church trenował w akademii Wycombe Wanderers oraz Reading. 6 lipca 2007 roku podpisał z tym ostatnim klubem kontrakt zawodowy. Jednak nie doczekał się debiutu w pierwszym zespole i 19 października został wypożyczony do Crewe Alexandra na jeden miesiąc. Zadebiutował tam 20 października w wygranym 2:0 ligowym meczu z Luton Town. Tydzień później, w spotkaniu z Cheltenham Town strzelił pierwszą bramkę dla klubu. 9 listopada jego pobyt w Crewe przedłużono do 19 stycznia następnego roku. Łącznie w tym klubie zagrał w 12 ligowych meczach. 
Niedługo po powrocie, 30 stycznia trafił do Yeovil Town na zasadzie wypożyczenia. Zadebiutował tam w meczu z Northampton Town, zaś łącznie do kwietnia rozegrał sześć meczów w lidze. W sierpniu 2008 roku Church trafił do Wycombe Wanderers. Do grudnia w klubie tym zagrał dziewięciokrotnie.
3 stycznia 2009 roku w meczu Pucharu Anglii z Cardiff City zadebiutował w pierwszym składzie Reading. 17 lutego został wypożyczony do Leyton Orient. Do końca sezonu 2008/2009 w klubie tym wystąpił trzynaście razy oraz strzelił cztery gole. 8 sierpnia 2009 roku po raz pierwszy zagrał dla Reading w ligowym meczu. Było to spotkanie z Nottingham Forest Pucharu Anglii z Cardiff City.
1 sierpnia 2013 roku podpisał 2-letni kontrakt z Charlton Athletic.

## Kariera reprezentacyjna
Church urodził się w Anglii, jednak jego dziadek pochodzi z Walii. Z tego powodu może reprezentować ten kraj na arenie międzynarodowej. W reprezentacji Walii do lat 21 rozegrał dwanaście meczów i strzelił osiem bramek. 
29 maja 2009 roku zadebiutował w kadrze seniorów w spotkaniu z Estonią. 14 listopada 2009 roku w meczu ze Szkocją Church strzelił pierwszą bramkę dla Walii.